# Puchar Hopmana 2009
Puchar Hopmana 2009 – nieoficjalne mistrzostwa drużyn mieszanych, które rozegrano w australijskim Perth w dniach 3–9 stycznia 2009.
Dwudziesta pierwsza edycja imprezy zakończyła się zwycięstwem reprezentacji Słowacji, która rozstawiona była z nr 7. W finale Dominika Cibulková oraz Dominik Hrbatý pokonali rosyjską parę 2:0.
Obrońcy tytułu z roku 2008, Amerykanie, odpadli z rywalizacji w fazie grupowej zajmując trzecie miejsce.

## Drużyny
| Państwo           | RKG | Tenisistka          | RKG | Tenisista      |
| Stany Zjednoczone | 837 | Meghann Shaughnessy | 10  | James Blake    |
| Rosja             | 3   | Dinara Safina       | 29  | Marat Safin    |
| Francja           | 16  | Alizé Cornet        | 7   | Gilles Simon   |
| Australia         | 53  | Casey Dellacqua     | 67  | Lleyton Hewitt |
| Włochy            | 13  | Flavia Pennetta     | 41  | Simone Bolelli |
| Niemcy            | 58  | Sabine Lisicki      | 38  | Nicolas Kiefer |
| Słowacja          | 19  | Dominika Cibulková  | 250 | Dominik Hrbatý |
| Chińskie Tajpej   | 80  | Hsieh Su-wei        | 64  | Lu Yen-hsun    |

## Grupa A

### Mecze grupowe
| Niemcy – Australia 2:1            |                                 |                     |
| Sabine Lisicki                    | Casey Dellacqua                 | 4:6, 6:2, 7:5       |
| Nicolas Kiefer                    | Lleyton Hewitt                  | 7:6(6), 3:6, 2:6    |
| Sabine Lisicki Nicolas Kiefer     | Casey Dellacqua Lleyton Hewitt  | 6:7(2), 6:3, 7:6(5) |
| Słowacja – Stany Zjednoczone 3:0  |                                 |                     |
| Dominika Cibulková                | Meghann Shaughnessy             | 6:2, 6:2            |
| Dominik Hrbatý                    | James Blake                     | 6:3, 4:6, 7:6(1)    |
| Dominika Cibulková Dominik Hrbatý | Meghann Shaughnessy James Blake | 6:4, 7:6(4)         |
| Słowacja – Australia 2:1          |                                 |                     |
| Dominika Cibulková                | Casey Dellacqua                 | 7:5, 6:2            |
| Dominik Hrbatý                    | Lleyton Hewitt                  | 6:7(4), 7:6(1), 4:6 |
| Dominika Cibulková Dominik Hrbatý | Casey Dellacqua Lleyton Hewitt  | 6:7(5), 6:3, 10-4   |
| Niemcy – Stany Zjednoczone 2:1    |                                 |                     |
| Sabine Lisicki                    | Meghann Shaughnessy             | 4:6, 6:0, 6:4       |
| Nicolas Kiefer                    | James Blake                     | 6:7(3), 7:6(7), 4:6 |
| Sabine Lisicki Nicolas Kiefer     | Meghann Shaughnessy James Blake | 6:3, 3:6, 10-4      |
| Stany Zjednoczone – Australia 2:1 |                                 |                     |
| Meghann Shaughnessy               | Casey Dellacqua                 | 3:6, 4:6            |
| James Blake                       | Lleyton Hewitt                  | 6:2, 6:2            |
| Meghann Shaughnessy James Blake   | Casey Dellacqua Lleyton Hewitt  | 6:3, 5:7, 10-6      |
| Słowacja – Niemcy 3:0             |                                 |                     |
| Dominika Cibulková                | Sabine Lisicki                  | 7:6(3), 6:4         |
| Dominik Hrbatý                    | Nicolas Kiefer                  | 6:3, krecz          |
| Dominika Cibulková Dominik Hrbatý | Sabine Lisicki Nicolas Kiefer   | walkower            |

### Tabela grupy A
| Lp. | Państwo           | Konfrontacje | Mecze | Sety  |
| 1.  | Słowacja          | 3:0          | 8:1   | 12:3  |
| 2.  | Niemcy            | 2:1          | 4:5   | 10:10 |
| 3.  | Stany Zjednoczone | 1:2          | 3:6   | 9:14  |
| 4.  | Australia         | 0:3          | 3:6   | 8:12  |

## Grupa B

### Mecze grupowe
| Francja – Chińskie Tajpej 3:0  |                                |                |
| Alizé Cornet                   | Hsieh Su-wei                   | 6:4, 6:4       |
| Gilles Simon                   | Lu Yen-hsun                    | 6:3, 7:6(6)    |
| Alizé Cornet Gilles Simon      | Hsieh Su-wei Lu Yen-hsun       | 6:4, 7:6(9)    |
| Rosja – Włochy 2:1             |                                |                |
| Dinara Safina                  | Flavia Pennetta                | 7:5, 6:3       |
| Marat Safin                    | Simone Bolelli                 | 7:6(5), 6:4    |
| Dinara Safina Marat Safin      | Flavia Pennetta Simone Bolelli | 7:5, 4:6, 2-10 |
| Włochy – Francja 2:1           |                                |                |
| Flavia Pennetta                | Alizé Cornet                   | 5:7, 2:6       |
| Simone Bolelli                 | Gilles Simon                   | 6:3, 6:3       |
| Flavia Pennetta Simone Bolelli | Alizé Cornet Gilles Simon      | 6:4, 7:6(2)    |
| Rosja – Chińskie Tajpej 2:1    |                                |                |
| Dinara Safina                  | Hsieh Su-wei                   | 4:6, 6:2, 7:5  |
| Marat Safin                    | Lu Yen-hsun                    | 7:6(6), 7:5    |
| Dinara Safina Marat Safin      | Hsieh Su-wei Lu Yen-hsun       | 6:4, 3:6, 8-10 |
| Rosja – Francja 2:1            |                                |                |
| Dinara Safina                  | Alizé Cornet                   | 6:3, 6:2       |
| Marat Safin                    | Gilles Simon                   | 6:7(5), 3:6    |
| Dinara Safina Marat Safin      | Alizé Cornet Gilles Simon      | 6:4, 6:3       |
| Włochy – Chińskie Tajpej 3:0   |                                |                |
| Flavia Pennetta                | Hsieh Su-wei                   | 7:5, 6:3       |
| Simone Bolelli                 | Lu Yen-hsun                    | walkower       |
| Flavia Pennetta Simone Bolelli | Hsieh Su-wei Lu Yen-hsun       | walkower       |

### Tabela grupy B
| Lp. | Państwo         | Konfrontacje | Mecze | Sety |
| 1.  | Rosja           | 3:0          | 6:3   | 14:7 |
| 2.  | Włochy          | 2:1          | 6:3   | 12:7 |
| 3.  | Francja         | 1:2          | 5:4   | 10:8 |
| 4.  | Chińskie Tajpej | 0:3          | 1:8   | 3:17 |

## Finał
| Słowacja – Rosja 2:0 |               |                     |
| Dominika Cibulková   | Dinara Safina | 6:7(3), 6:1, 6:4    |
| Dominik Hrbatý       | Marat Safin   | 6:7(5), 7:5, 7:6(3) |